# أسا تشارلتون
أسا تشارلتون (بالإنجليزية: Asa Charlton) هو لاعب كرة قدم بريطاني، ولد في 1 ديسمبر 1977 في Cosford, Shropshire ‏ في المملكة المتحدة. لعب مع نادي تلفورد يونايتد ونادي ستوربريدج ونادي مانسفيلد تاون ونادي ووستر سيتي.

## وصلات خارجية
- أسا تشارلتون على موقع قاعدة بيانات كرة القدم.إي يو (الإنجليزية)
- أسا تشارلتون على موقع Soccerbase.com (لاعب) (الإنجليزية)